# Brian McCardie
Brian McCardie (Glasgow, 22 gennaio 1965 – Glasgow, 28 aprile 2024) è stato un attore britannico.

## Biografia
Brian McCardie nacque il 22 gennaio 1965 a Glasgow, in Scozia. Frequentò la scuola elementare St. Brendan's, poi la scuola elementare St. Athanasius, prima di proseguire gli studi alla Our Lady's High School di Motherwell, nel Lanarkshire Settentrionale. Durante gli anni scolastici si trasferì con I suoi genitori da Motherwell a Carluke, nel Lanarkshire Meridionale, iniziando quindi a sviluppare un interesse per il teatro, recitando in una produzione del musical "Godspell" con una compagnia teatrale locale composta da ragazzi delle scuole locali.
McCardie iniziò la sua carriera nel 1989, apparendo in un episodio di EastEnders nel ruolo di Seb. Nel 1990, apparve nel film televisivo Forget About Me nel ruolo di Bunny, prima di apparire in Waterfront Beat tra il 1990 e il 1991 nel ruolo dell'agente Ronnie Barker. Interpretò Alasdair, al fianco di Liam Neeson, nel film di successo del 1995, Rob Roy.
Interpretò il boss della criminalità organizzata John Thomas "Tommy" Hunter in Line of Duty tra il 2012 e il 2014. Apparve anche nel dramma in tre parti della BBC One Time nel 2021, nel ruolo di Jackson Jones, scritto da Jimmy McGovern, diretto da Lewis Arnold e interpretato da Stephen Graham e Sean Bean. Apparve anche in Domina di Sky, ambientato nell'antica Roma, interpretando Cicerone. Mise in scena la sua opera teatrale personale Connolly al Lyric Theatre di Belfast, ma la cancellazione del Festival di Edimburgo del 2020 gli fece perdere l'opportunità di presentarla in una replica di sei settimane al Cowgate di Edimburgo, dove nacque e crebbe James Connolly.
McCardie eseguì letture delle sue poesie in vari luoghi in Irlanda, filmandole anche per la distribuzione online.
Morì a Glasgow il 28 aprile 2024 all'età di 59 anni.

## Filmografia parziale

### Cinema
- Rob Roy, regia di Michael Caton-Jones (1995)
- Spiriti nelle tenebre (The Ghost and the Darkness), regia di Stephen Hopkins (1996)
- Speed 2 - Senza limiti (Speed 2: Cruise Control), regia di Jan De Bont (1997)
- 200 Cigarettes, regia di Risa Bramon Garcia (1999)
- Il superstite (For Those in Peril), regia di Paul Wright (2013)
- Filth, regia di Jon S. Baird (2013)
- Le nostre signore (Our Ladies), regia di Michael Caton-Jones (2019)
- Damaged, regia di Terry McDonough (2024)

### Televisione
- Avventure nei mari del Nord (Kidnapped), regia di Ivan Passer – film TV (1995)
- Murphy's Law – serie TV, 3 episodi (2006)
- Titanic, regia di Jon Jones – miniserie TV (2012)
- M.I. High - Scuola di spie (M.I. High) – serie TV, 11 episodi (2013)
- The Musketeers – serie TV, episodio 2x02 (2015)
- Holby City – serie TV, episodio 17x26 (2015)
- Outlander – serie TV, episodio 1x15 (2015)
- Rebellion, regia di Aku Louhimies – miniserie TV (2016)
- Snatch – serie TV, 4 episodi (2017)
- Fortitude – serie TV, 4 episodi (2017)
- Le due verità (Ordeal by Innocence), regia di Sandra Goldbacher – miniserie TV (2018)
- Domina – serie TV, episodio 1x01 (2021)
- Murder Is Easy, regia di Meenu Gaur – miniserie TV, puntata 2 (2023)
- The Long Shadow, regia di Lewis Arnold – miniserie TV, puntata 1 (2023)
- The Tower – serie TV, episodio 2x01 (2023)
- Lockerbie - Attentato sul volo Pan Am 103 (Lockerbie: A Search For Truth), regia di Otto Bathurst e Jim Loach – miniserie TV, puntate 3-4 (2025)
- Outlander: Blood of My Blood – serie TV (2025)

## Doppiatori italiani
Nelle versioni in italiano delle opere in cui ha recitato, Brian McCardie è stato doppiato da:
- Alessio Cigliano in Avventure nei mari del Nord
- Edoardo Nevola in Rob Roy
- Fabio Boccanera in Spiriti nelle tenebre
- Christian Iansante in Speed 2 - Senza limiti
- Riccardo Niseem Onorato in 200 Cigarettes
- Gerolamo Alchieri in Murphy's Law
- Gianni Bersanetti in Titanic
- Pierluigi Astore ne Il superstite
- Raffaele Palmieri in Damaged